# فهرست استانداران ایران در دولت دهم
این نوشتار، فهرست استانداران ایران در دولت دهم (۱۳۹۲–۱۳۸۸) به ریاست‌جمهوری محمود احمدی‌نژاد است.

## فهرست
| استان               | استاندار     | استاندار                   | آغاز تصدی       | پایان تصدی       | منبع          |
| ------------------- | ------------ | -------------------------- | --------------- | ---------------- | ------------- |
| آذربایجان شرقی      |              | احمد علیرضابیگی            | از دولت قبلی    | ۸ آبان ۱۳۹۲      | [ ۱ ]         |
| آذربایجان غربی      |              | وحید جلال‌زاده              | ۲۹ مهر ۱۳۸۸     | ۸ آبان ۱۳۹۲      | [ ۲ ] [ ۳ ]   |
| اردبیل              |              | منصور حقیقت‌پور             | از دولت قبلی    | ۲۳ تیر ۱۳۸۹      | [ ۴ ]         |
| اردبیل              |              | سید حسین صابری             | ۲۳ تیر ۱۳۸۹     | ۵ شهریور ۱۳۹۱    | [ ۵ ]         |
| اردبیل              |              | اکبر نیکزاد                | ۵ شهریور ۱۳۹۱   | ۱۵ آبان ۱۳۹۲     | [ ۶ ] [ ۷ ]   |
| اصفهان              |              | مظفر حاجیان سرپرست         | ۱۴ شهریور ۱۳۸۸  | ۱۲ مهر ۱۳۸۸      | [ ۸ ]         |
| اصفهان              |              | علیرضا ذاکر اصفهانی        | ۱۲ مهر ۱۳۸۸     | ۳۱ شهریور ۱۳۹۲   | [ ۹ ] [ ۱۰ ]  |
| البرز               |              | عیسی فرهادی                | ۱۶ شهریور ۱۳۸۹  | ۳۰ آبان ۱۳۸۹     | [ ۱۱ ]        |
| البرز               | ۳۰ آبان ۱۳۸۹ | عیسی فرهادی                | ۱۹ شهریور ۱۳۹۱  | [ ۱۲ ]           |               |
| البرز               |              | علی‌اصغر عربیان             | ۱۹ شهریور ۱۳۹۱  | ۳۱ شهریور ۱۳۹۲   | [ ۱۳ ] [ ۱۴ ] |
| ایلام               |              | صحبت‌‌الله رحمانی سرپرست     | ۲۱ مهر ۱۳۸۸     | ۱۳ دی ۱۳۸۸       | [ ۱۵ ]        |
| ایلام               |              | مجتبی اعلایی               | ۱۳ دی ۱۳۸۸      | ۳ آبان ۱۳۹۱      | [ ۱۶ ]        |
| ایلام               |              | محمود عباس‌زاده             | ۳ آبان ۱۳۹۱     | ۱۴ مهر ۱۳۹۲      | [ ۱۷ ] [ ۱۸ ] |
| بوشهر               |              | ابوطالب شفقت               | از دولت قبلی    | ۲ تیر ۱۳۸۹       | [ ۱۹ ]        |
| بوشهر               |              | محمدحسین جهانبخش           | ۲ تیر ۱۳۸۹      | ۱۵ شهریور ۱۳۹۱   | [ ۲۰ ]        |
| بوشهر               |              | فریدون حسنوند              | ۱۵ شهریور ۱۳۹۱  | ۱۳ آذر ۱۳۹۲      | [ ۲۱ ] [ ۲۲ ] |
| تهران               |              | مرتضی تمدن                 | از دولت قبلی    | ۱۷ شهریور ۱۳۹۲   | [ ۲۳ ]        |
| چهارمحال و بختیاری  |              | رجبعلی صادقی               | از دولت قبلی    | ۲۲ فروردین ۱۳۸۹  | [ ۲۴ ]        |
| چهارمحال و بختیاری  |              | علی‌اصغر عنابستانی          | ۲۲ فروردین ۱۳۸۹ | ۱۵ آبان ۱۳۹۲     | [ ۲۵ ] [ ۲۶ ] |
| خراسان جنوبی        |              | عیسی فرهادی سرپرست         | ۱۴ مهر ۱۳۸۸     | ۲۶ مهر ۱۳۸۸      | [ ۲۷ ]        |
| خراسان جنوبی        |              | قهرمان رشید                | ۲۶ مهر ۱۳۸۸     | ۱۷ مهر ۱۳۹۲      | [ ۲۸ ] [ ۲۹ ] |
| خراسان رضوی         |              | قهرمان رشید سرپرست         | ۱۱ شهریور ۱۳۸۸  | ۱۵ شهریور ۱۳۸۸   | [ ۳۰ ]        |
| خراسان رضوی         |              | محمود صلاحی                | ۱۵ شهریور ۱۳۸۸  | ۷ آبان ۱۳۹۱      | [ ۳۱ ]        |
| خراسان رضوی         |              | محمد غفاری سرپرست          | ۷ آبان ۱۳۹۱     | ۱۰ آبان ۱۳۹۱     | [ ۳۲ ]        |
| خراسان رضوی         |              | محمدحسین فروزان‌مهر         | ۱۰ آبان ۱۳۹۱    | ۱۴ اسفند ۱۳۹۲    | [ ۳۳ ] [ ۳۴ ] |
| خراسان شمالی        |              | محمدحسین جهانبخش           | از دولت قبلی    | ۲ تیر ۱۳۸۹       | [ ۳۵ ]        |
| خراسان شمالی        |              | ابوطالب شفقت               | ۲ تیر ۱۳۸۹      | ۷ تیر ۱۳۹۱       | [ ۳۶ ]        |
| خراسان شمالی        |              | محمود احمدی بیغش           | ۷ تیر ۱۳۹۱      | ۲۷ شهریور ۱۳۹۲   | [ ۳۷ ] [ ۳۸ ] |
| خوزستان             |              | سید جعفر حجازی             | از دولت قبلی    | ۱۷ مهر ۱۳۹۲      | [ ۳۹ ] [ ۴۰ ] |
| زنجان               |              | عبدالمحمد رئوفی‌نژاد        | از دولت قبلی    | ۲۷ شهریور ۱۳۹۲   | [ ۴۱ ] [ ۴۲ ] |
| سمنان               |              | احمد عجم سرپرست            | ۱۴ مهر ۱۳۸۸     | ۱۹ مهر ۱۳۸۸      | [ ۲۷ ]        |
| سمنان               |              | عباس رهی                   | ۱۹ مهر ۱۳۸۸     | ۱۴ مهر ۱۳۹۲      | [ ۴۳ ] [ ۴۴ ] |
| سیستان و بلوچستان   |              | علی‌محمد آزاد               | از دولت قبلی    | ۱۸ مرداد ۱۳۹۱    | [ ۴۵ ]        |
| سیستان و بلوچستان   |              | حاتم ناروئی                | ۱۸ مرداد ۱۳۹۱   | ۲۹ آبان ۱۳۹۲     | [ ۴۶ ] [ ۴۷ ] |
| فارس                |              | روح‌الله احمدزاده           | ۲۰ آبان ۱۳۸۸    | ۲۹ اردیبهشت ۱۳۹۰ | [ ۴۸ ]        |
| فارس                |              | عبدالله حسینی سرپرست       | ۱۳۹۰            | ۱۳۹۰             | [ ۴۹ ]        |
| فارس                |              | سید فرهاد سجادی سرپرست     | ۱۳۹۰            | ۴ مرداد ۱۳۹۰     | [ ۵۰ ]        |
| فارس                |              | حسین صادق عابدین           | ۴ مرداد ۱۳۹۰    | ۱۷ مهر ۱۳۹۲      | [ ۵۱ ] [ ۵۲ ] |
| قزوین               |              | احمد عجم                   | ۲۴ آبان ۱۳۸۸    | ۱۳ آذر ۱۳۹۲      | [ ۵۳ ] [ ۵۴ ] |
| قم                  |              | محمدحسین موسی‌پور           | ۱۲ مهر ۱۳۸۸     | ۷ تیر ۱۳۹۱       | [ ۵۵ ]        |
| قم                  |              | کرم‌رضا پیریایی             | ۷ تیر ۱۳۹۱      | ۲۷ آذر ۱۳۹۲      | [ ۵۶ ] [ ۵۷ ] |
| کردستان             |              | اسماعیل نجار               | از دولت قبلی    | ۲ تیر ۱۳۸۹       | [ ۵۸ ]        |
| کردستان             |              | علیرضا شهبازی              | ۹ تیر ۱۳۸۹      | ۱۰ آذر ۱۳۹۲      | [ ۵۹ ] [ ۶۰ ] |
| کرمان               |              | حبیب‌الله دهمرده            | از دولت قبلی    | ۲ تیر ۱۳۸۹       | [ ۶۱ ]        |
| کرمان               |              | اسماعیل نجار               | ۲ تیر ۱۳۸۹      | ۱۰ آذر ۱۳۹۲      | [ ۶۲ ] [ ۶۳ ] |
| کرمانشاه            |              | سید دادوش هاشمی            | ۲۴ آبان ۱۳۸۸    | ۱۳ اسفند ۱۳۹۱    | [ ۶۴ ]        |
| کرمانشاه            |              | حجت‌الله دمیاد              | ۱۳ اسفند ۱۳۹۱   | ۲۹ آبان ۱۳۹۲     | [ ۶۵ ] [ ۶۶ ] |
| کهگیلویه و بویراحمد |              | قوام نوذری                 | از دولت قبلی    | ۵ تیر ۱۳۹۰       | [ ۶۷ ]        |
| کهگیلویه و بویراحمد |              | اکبر نیکزاد                | ۵ تیر ۱۳۹۰      | ۵ شهریور ۱۳۹۱    | [ ۶۸ ]        |
| کهگیلویه و بویراحمد |              | سید حسین صابری             | ۵ شهریور ۱۳۹۱   | ۳۱ شهریور ۱۳۹۲   | [ ۶۹ ] [ ۷۰ ] |
| گلستان              |              | محمدجواد قناعت             | ۲۴ آبان ۱۳۸۸    | ۱۴ مهر ۱۳۹۲      | [ ۷۱ ] [ ۷۲ ] |
| گیلان               |              | روح‌الله قهرمانی            | از دولت قبلی    | ۱۵ اسفند ۱۳۸۹    | [ ۷۳ ]        |
| گیلان               |              | مهدی سعادتی                | ۱۵ اسفند ۱۳۸۹   | ۵ شهریور ۱۳۹۱    | [ ۷۴ ]        |
| گیلان               |              | کیهان هاشم‌نیا              | ۵ شهریور ۱۳۹۱   | ۲۱ مهر ۱۳۹۲      | [ ۷۵ ]        |
| لرستان              |              | سید حسین صابری             | از دولت قبلی    | ۲۰ تیر ۱۳۸۹      | [ ۷۶ ]        |
| لرستان              |              | حبیب‌الله دهمرده            | ۲۰ تیر ۱۳۸۹     | ۳۱ شهریور ۱۳۹۲   | [ ۷۷ ] [ ۷۸ ] |
| مازندران            |              | سید علی‌اکبر طاهایی         | ۲۰ آبان ۱۳۸۸    | ۱۷ شهریور ۱۳۹۲   | [ ۷۹ ] [ ۸۰ ] |
| مرکزی               |              | علی‌اکبر شعبانی‌فرد          | از دولت قبلی    | ۱۴ مهر ۱۳۹۲      | [ ۸۱ ] [ ۸۲ ] |
| هرمزگان             |              | محمدحسن پرآور سرپرست       | ۱۹ مهر ۱۳۸۸     | ۲۰ آبان ۱۳۸۸     | [ ۸۳ ]        |
| هرمزگان             |              | حسین هاشمی تختی            | ۲۰ آبان ۱۳۸۸    | ۲۷ شهریور ۱۳۹۰   | [ ۸۴ ]        |
| هرمزگان             |              | ابراهیم عزیزی              | ۲۷ شهریور ۱۳۹۰  | ۲۹ آبان ۱۳۹۲     | [ ۸۵ ] [ ۸۶ ] |
| همدان               |              | کرم‌رضا پیریایی             | ۱۸ بهمن ۱۳۸۸    | ۷ تیر ۱۳۹۱       | [ ۸۷ ]        |
| همدان               |              | علی‌اکبر فامیل کریمی سرپرست | ۱۰ تیر ۱۳۹۱     | ۱۸ مرداد ۱۳۹۱    | [ ۸۸ ]        |
| همدان               |              | علی‌محمد آزاد               | ۱۸ مرداد ۱۳۹۱   | ۸ آبان ۱۳۹۲      | [ ۸۹ ] [ ۹۰ ] |
| یزد                 |              | محمدرضا فلاح‌زاده           | از دولت قبلی    | ۸ آبان ۱۳۹۲      | [ ۹۱ ] [ ۹۲ ] |